# Allomnezja
Allomnezja – zaburzenie jakościowe pamięci długotrwałej (rodzaj paramnezji) w zakresie niewłaściwego umiejscowienia ich w czasie lub przez przyporządkowanie im zupełnie innych emocji niż pojawiające się pierwotnie we wspominanej sytuacji.